# 佐藤真弘
佐藤 真弘（さとう まさひろ、1956年3月28日 - ）は、日本の裁判官。愛知県出身。富山地方裁判所部総括判事兼富山家庭裁判所判事。

## 経歴
- 1982年　司法修習生（第36期）
- 1984年　福岡地方裁判所判事補任官
- 1986年　名古屋地方裁判所判事補・名古屋家庭裁判所判事補
- 1989年　広島地方裁判所福山支部判事補・広島家庭裁判所福山支部判事補
- 1992年　東京地方裁判所判事補
- 1994年　東京地方裁判所判事
- 1995年　長野地方裁判所判事・長野家庭裁判所判事
- 1999年　名古屋地方裁判所判事
- 2003年　名古屋高等裁判所判事

- 2006年4月　富山地方裁判所部総括判事（民事部）・富山家庭裁判所判事

主に民事裁判を担当。

## 担当訴訟
- 2005年に中国を訪れた富山県知事の石井隆一らの現地での宿泊費が公費負担としては高額で違法であるとして、県内の市民団体が県を相手に、費用の一部について知事に返還請求するよう求めた訴訟（富山地方裁判所裁判長　　2008年6月）

知事らの旅費についての条例に違反することは明らかであるとして石井を含む県職員と県議会議長ら計10人の宿泊費のうち2円を超えた分を違法とし県に対して知事に56万円を返還請求するよう命じる判決
- 太平洋戦争末期に大手工作機械メーカーに連行され、強制労働に従事した元勤労挺身隊員の韓国人女性とその遺族ら22人が賃金が支払われなかったとして、国とメーカーを相手に約1 億125万円の損害賠償と謝罪などを求めた訴訟（富山地方裁判所裁判長　　2007年9月）

「原告らは勧誘者からのだましや脅しによって勤労挺身隊に参加しており、強制連行されたというべきだ」と指摘。労働が年齢に比べて過酷で、賃金も支払われなかったとし、強制労働と認定したが、1965年の日韓請求権協定の締結で国や会社側には請求権に応じる法的義務がないとして原告側の主張を退け、請求を棄却する判決